# Richmond Loh
Richmond Loh ausztrál állatorvos, halpatológus, blogger.

## Életútja, munkássága
2001-ben szerzett állatorvosi oklevelet a Murdock egyetemen.
Első munkahelyén, a tasmaniai vízügyi osztálynál 2002-ben helyezkedett el mint alkalmazott állatorvos és halpatológus. 
Itt a kagylók és rákfélék, tengeri halak, házi kedvencként tartott emlősállatok (macskák, kutyák, rágcsálók), lovak és ausztrál erszényes állatok kórboncolásával és laboratóriumi diagnosztizálásával foglalkozott.
A tasmán ördög (Sarcophilus harrisii) arctumorát (DFTD) vizsgálta, ebben a témában írta meg a szakdolgozatát állatorvosi patológiából (Mphil) 2006-ban. Ez meghatározta a karrierjét: innentől fogva az állati betegségek kutatásának, diagnosztizálásának szentelte az életét.
Foglalkozott az albatroszok (Thalassarche cauta) populációcsökkenésének okaival is.
Előadást tartott az ausztrál állatorvosi patológusok társaságának konferenciáján(ASVP) 2003-ban, az ausztrál állatorvosi kamara kongresszusain(AVA) 2003-tól 2006-ig, az ausztrál vadegészségügyi hálózat konferenciáján(2003), az éves sofiteli tudományos találkozón(ANZSOM, AIMS) 2006-ban.Továbbá állatorvosoknak és állatorvostan-hallgatóknak  a 2006-os ausztrál és új-zélandi állatorvos-kutatók szövetségének kongresszusán mutatta be előadását(ACVSc). Előadásai főleg a vízi állatok egészségügyéről, a patológiai disszertációjából és az albatroszok kutatási eredményeiről szóltak.
2002-ben létrehozta vállalkozását, a The Fish Vet diagnosztikai centrumot, 2007-től a tasmániai vízügyi osztályt elhagyva a saját praxisát vezeti Giana Bastos Gomes, Alistair Brown, Orachun Hayakijkosol, Lucie Nedved állatorvosokkal. 
A házi kedvencként tartott díszhalak (édesvízi, brakkvízi és tengeri), állatkerti és ócenáriumi halak és haszonállatok (harcsák, rákok, étkezési halak) diagnosztizálását, gyógyítását, tartási tanácsadását is vállalja munkatársaival együtt. Adjunktus a Murdoch egyetemen, a vízi élőlények ismertetését és élettanát oktatja az állatorvostan hallgatóknak és a biotechnológus hallgatóknak.
Előadásokat tart és oktat Csehországban, Saint Kitts és Nevisben, Új-Zélandon, Szingapúrban, Thaiföldön, az Amerikai Egyesült Államokban és Ausztrália szerte.
Könyvet írt Matt Landos állatorvossal Fish Vetting Essentials címmel a halbetegségek bemutatása, a haltartók halaik betegségének felismerése végett.
Második könyve a halak gyógyszeres kezeléséről szól, Fish Vetting Medicines, Formulary of Fish Treatments címmel jelent meg. DVD-t is adott ki: Fish Vetting Techniques & Practical Tips haltartók és kedvelők részére.
Elvégezte a nemzetközi víziállat-állatorvosi szövetség képzését (World Aquatic Veterinary Medical Association), a képesített víziállat-szakállatorvosi képzést (Certified Aquatic Veterinarian) 2013-ban.
Tagja többek között a Nemzetközi Víziállat szakállatorvosi szövetségnek (WAVMA), az ausztrál állatorvosi kamarának (AVA) és az ausztrál állatorvos-kutatók szövetségének (ACVSC).
Videókat készített, és The Fish Doctor néven csatornát indított a YouTube-on 2016. május 20-án. Videói halak kisebb műtéteit, gyógyítási technikákat, betegségek lefolyását, okait mutatják be. Blogot vezet 2017. január 17-e óta, melyben szintén a halak betegségeiről ír, a blogon feltett kérdésekre is válaszol.

## Publikációi, művei
- Loh R., North N. & Rasidi E. Fish Vetting Aquatic Cases – Review of Fish Diseases and Treatments. Richmond Loh Publishing, Perth (in prep).
- Loh R. & Rasidi E. Fish Vetting Axolotls (Ambystoma mexicanum). Richmond Loh Publishing, Perth (in prep).
- Walster C, Saint-Erne & Loh R. Welfare of Ornamental Fish. in Fish Welfare 2e. John Wiley & Sons, West Sussex, UK, (in press).
- Loh R. in Lewbart G. Ornamental Fish: Self-Assessment Colour Review 2nd Edition. CRC Press, Abingdon, UK, (in prep).
- Loh R. Practical tips for diagnostic sampling and field diagnostics. Aquatic Animal Health Technical Forum, FRDC,  17-19 June 2015, Townsville, Australia.
- Walster C, Rasidi E, Saint-Erne & Loh R. Welfare of Ornamental Fish in the Home Aquarium. Companion Animal Journal, Vol 20, No 5, May 2015.
- Loh R. Water quality explained. How it can affect your axolotl’s health. World Small Animal Veterinary Association Conference, 15-18 May 2015, Bangkok, Thailand.
- Loh R. Common disease conditions in axolotls. World Small Animal Veterinary Association Conference, 15-18 May 2015, Bangkok, Thailand.
- Loh R. Treatment Modalities and Medicines For Koi And Tropical Fishes. World Small Animal Veterinary Association Conference, 15-18 May 2015, Bangkok, Thailand.
- Loh R. Diagnostic Techniques for Pet Fish. World Small Animal Veterinary Association Conference, 15-18 May 2015, Bangkok, Thailand.
- 11. Loh R. Water Quality 101. WAVMA Webinar, B-1010, 10 April 2015.
- 12. Loh R. Ornamental Fish Biosecurity 3-Day Workshop. Agri-Food & Veterinary Authority of Singapore (AVA) and Fish Quarantine and Inspection Agency of Indonesia (FQIA), 3-5 Dec. 2014, Singapore.
- 13. Loh R. Fish in laboratories and universities. National University of Singapore (NUS) and Singapore Association for Laboratory Animal Science (SALAS) Seminar, 2 Dec. 2014, Singapore.
- 14. Loh R. Fish Workshop: Veterinary Techniques. Federation of Asian Veterinary Association Conference, Ngee Ann Polytechnic, 1 Dec. 2014, Singapore.
- 15. Loh R. Common fish parasites - diagnostic features of parasites on microscopy and treatment options. Federation of Asian Veterinary Association Conference, 29 Nov. 2014, Singapore.
- 16. Loh R. Clinical signs of fish disease and routine diagnostic procedures. Federation of Asian Veterinary Association Conference, 1 Dec. 2014, Singapore.
- 17. Loh R. Full-day fish Lectures and Wet Lab. Temasek Polytechnic, 29 Nov. 2014, Singapore.
- 18. Loh R. Fish Vetting Techniques & Practical Tips: Instructional Video. Richmond Loh Publishing, Perth, 2014 (DVD).
- 19. Loh R. Pet fish medicines. Companion Animal Journal. Nov 2014, Volume 19 No 11.
- 20. Loh R. Wet preparation technique for fish diagnostics. Companion Animal Journal. Oct 2014, Volume 19 No 10.
- 21. Loh R. Water quality guide for fish veterinarians. Companion Animal Journal. Sept 2014, Volume 19 No 9.
- 22. Loh R. A run through of fish pathogens providing a series of clues before arriving at the diagnosis (parasite case studies). American Veterinary Medical Association Convention, July 2014, Denver, USA (CD).
- 23. Loh R. Treatment protocols: the art behind the choice of drugs and method of administration. American Veterinary Medical Association Convention, July 2014, Denver, USA (CD).
- 24. Loh R. The fish vet's pharmacy: what an aquatic veterinarian needs and what for. American Veterinary Medical Association Convention, July 2014, Denver, USA (CD).
- 25. Loh R. Ornamental Fish Diseases. WAVMA Webinar, 15 July 2014.
- 26. Loh R. Practical Fish Anaesthesia. Annual Australia and New Zealand Zebrafish Husbandry Workshop. Garvan Institute, Sydney, 5 Feb. 2014.
- 27. Loh R. How to get your 'flipper' in, to become a fish vet. World Veterinary Congress, September 2013, Prague, Czech Republic.
- 28. Loh R. How to recognise and interpret clinical signs of disease in ornamental and pet fish. World Veterinary Congress, September 2013, Prague, Czech Republic.
- 29. Loh R. Common diseases in ornamental and pet fish. World Veterinary Congress, September 2013, Prague, Czech Republic.
- 30. Loh R. Aquatic Veterinary Board Certification & Specialization Programs. in NOVICE (Network of Veterinary ICt in Education) International Conference, October 2012, Bucharest, Romania.
- 31. Loh R. Fish Vetting Medicines – Formulary of Fish Treatments. Richmond Loh Publishing, Perth, 2012.
- 32. Loh R. and Landos M. Fish Vetting Essentials.Richmond Loh Publishing, Perth, 2011.
- 33. A.A. Mahjoor and R. Loh (2008) Some Histopathological Aspects of Chlorine Toxicity in Rainbow Trout (Oncorhynchus mykiss). Asian Journal of Animal and Veterinary Advances, 3: 303-306.
- 34. Loh R. The world of aquatic parasites – Accurate diagnosis for treatment success. in Unusual & Exotic Pets Session, Conference Proceedings, AVA Annual Conference 2008, May, Perth, Australia (CD).
- 35. Loh R. and Landos M. All you wanted to know about fish welfare but were afraid to ask. in Animal Welfare Session, Conference Proceedings, AVA Annual Conference 2008, May, Perth, Australia (CD).
- 36. Loh R. Does it float or does it sink? A perennial problem with fancy goldfish. in Aquatic Animal Health Session, Conference Proceedings, AVA Annual Conference 2007, May, Melbourne, Australia (CD).
- 37. Loh R. and Landos M. Buying Australian fish for aquaria. The potential benefits for the home aquarist, the domestic industry and the environment - (plus a practical list of measures a home aquarist can do to limit the risk of introducing new diseases to their tanks). In Unusual and Exotic Pets Group Session, Conference Proceedings, AVA Annual Conference 2007, May, Melbourne, Australia (CD).
- 38. Loh R. and Landos M. Ornamental fish welfare - making fish smile, sing and dance. Conference Proceedings, AVA Annual Conference 2006, May, Hobart, Tasmania (CD).
- 39. Handlinger JH, Bastianello S, Carson J, Callinan R, Creeper J, Deveney M, Freeman K, Forsyth M, Hooper C, Jones B, Lancaster M, Landos M, Loh R, Oyay BS, Phillips P, Pyecroft S and Stephens F. Diseases Of Australian Abalone – Findings From A National Survey. International Abalone Symposium, Chile, Feb 2006.
- 40. Loh R. Preparation for the fish consultation, Common disease categories of fish, Goldfish and Discus care sheets. In Fowler A. (Ed.). Proceedings for the Unusual and Exotic Pet Veterinarians Annual Conference of the Australian Veterinary Association, Rydges Hotel, Melbourne, pg 93-97, 22-23 Oct, 2005.
- 41. Loh R. Reducing Losses in Aquaria. Pet Expo, Pet Industry Association of Australia, Sydney Showgrounds, Sydney, Australia, 17 Oct 2005 (workshop).
- 42. Pyecroft S, Landos M, Loh R, Chong R, Doroudi M, Herfort A and Go J. Aquaculture Stream. Australian Veterinary Association Annual Conference, Gold Coast, Queensland, Australia, May 2005.
- 43. Loh R. and Landos M. Fish Vetting Essentials. In Cannon MJ (Ed.). Proceedings for the First Annual Conference of the Unusual and Exotic Pet SIG of the Australian Veterinary Association, Mona Vale Conference Centre, pg 2-54, 13-14 Nov, 2004.
- 44. Handlinger JH, Callinan R, Creeper J, Lancaster M, Landos M, Loh R, Phillips P, Pyecroft S and Stephens F. A national survey of disease of commercially exploited abalone species – A move to advance both profit and sustainability. In Australasian Aquaculture: Profiting from Sustainability, p153, Sept 26-29, 2004.
- 45. Loh R. and Landos M. An Introduction to Fish Medicine. In Hume S. (Ed.). Proceedings for the First Joint Conference of the Unusual and Exotic Pet and Avian SIG’s of the Australian Veterinary Association, AVA National Conference, Canberra Convention Centre, 6-7 May 2004.
- 46. Bowater R, Pyecroft S, Hardy-Smith P, Loh R, Whittington R, McColl K, Sampson I and Baldock C. Ornamental Fish Health, Medicine and Surgery. Australian Veterinary Association Annual Conference, Cairns Convention Centre, Queensland, Australia, May 2003.